# Dionysia hissarica
Dionysia hissarica là một loài thực vật có hoa trong họ Anh thảo. Loài này được Lipsky mô tả khoa học đầu tiên năm 1900.